# Бану Надир
Бану́ Нади́р (араб. بنو النضير‎, ивр. בני נדיר‎) — один из трех крупных иудейских кланов, живших в северной Аравии до VII века в оазисе Медины. Создав группировку с союзническими кочевниками, они не признали Мухаммеда лидером Медины и в результате были высланы из Медины. Совместно с курайшитами Бану Надир планировали Битву у рва. Позже они участвовали в сражении при Хайбаре.

## Предыстория
Первоначально в Медине, помимо Бану Надир, проживали два иудейских клана: Бану Курайза и Бану Кейнука. К ним присоединились два арабских клана из Йемена: Бану Аус и Бану аль-Хазрадж.
Как и все евреи Медины, представители Бану Надир носили арабские имена, говорили на особом диалекте арабского языка. Они зарабатывали себе на жизнь сельским трудом, ростовщичеством, куплей и продажей оружия и драгоценностей, торговлей с арабами из Мекки. Их укрепления находились в половине дневного перехода к югу от Медины. Бану Надир были богаты и занимали часть лучших земель Медины.

## Клановая война
Первоначально два арабских клана, Бану Аус и Бану аль-Хазрадж, воевали друг с другом. Три иудейских клана в этот период разделились. Бану Надир и Бану Курайза объединились с Aус, в то время как Бану Кейнука были в союзе с кланом Хазрадж. Последние были разбиты после долгого и трудного сражения.

## Прибытие Мухаммеда
Мухаммеда пригласили в Медину в качестве посредника в войне кланов. В сентябре 622 года он прибыл с группой последователей, которым дали приют члены местного сообщества, известного как ансары. Прибыв на место, Мухаммед начал строительство первой мечети в Медине. Затем он приступил к созданию договора, известного как Мединская конституция, между мусульманами (ансарами) и иудейскими кланами Медины. Конституция должна была регулировать вопросы управления городом, а также характер и уровень межобщинных отношений. Условия договора включали бойкот курайшитов, воздержание от «расширения любой поддержки им», помощь друг другу в случае нападения третьих лиц, а также необходимость «защиты Медины в случае иностранного нападения».

## Реакция на изгнание Бану Кейнука
Когда Мухаммед изгнал клан Бану Кейнука за нарушение договора и предательство, Бану Надир решили не принимать участия в конфликте, рассматривая его как часть борьбы иудейских племён. Этот конфликт привел к пониманию, что в будущем, согласно Конституции Медины, такие действия любой из сторон лишат её преимуществ в рамках системы.

## Убийство Кааба ибн аль-Ашрафа
После битвы при Бадре один из лидеров Бану Надир Каб ибн аль-Ашраф пришёл к курайшитам, оплакивая поражение при Бадре и призывая их снова взяться за оружие, чтобы возвратить потерянную честь. По словам Мухаммеда, «Он (Kaаб) открыто проявил враждебность к нам и говорит зло о нас, он перешёл к язычникам (которые находились в состоянии войны с мусульманами) и собирает их для борьбы против нас». Это было нарушением Конституции Медины, подписанной Каабом ибн аль-Ашрафом, в которой запрещалась «любая поддержка» курайшитов. Некоторые источники предполагают, что во время визита в Мекку Kaаб заключил договор с Абу Суфьяном, предусматривающий сотрудничество между курайшитами и евреями.
Другие историки указывают, что Кааб ибн аль-Ашраф, который был также одарённым поэтом, написал поэтическую хвалебную речь в честь убитых курайшитов; позже он также стал писать эротические стихи о мусульманских женщинах, которые мусульмане считали оскорбительными. На эти стихи откликнулось столько людей, что они рассматривались как нарушение Конституции Медины, запрещавшей предательство. Мухаммед призвал своих последователей убить Kaаба. Мухаммед ибн Маслама предложил свои услуги. Притворившись противниками Мухаммеда, Мухаммед ибн Маслама и его товарищи ночью выманили Kaаба из крепости и убили, несмотря на его отчаянное сопротивление. После этого убийства евреи стали опасаться за свою жизнь. Как выразился историк ибн Исхак, «… не было еврея, который не боялся бы за свою жизнь».

## Изгнание из Медины
В июле 625 года двое мужчин были убиты во время столкновения, в котором участвовали мусульмане. В результате Мухаммед пошёл к Бану Надир, требуя, чтобы они заплатили виру. Первоначально большинство в клане (кроме Хуйая ибн Ахтаба ан-Надари) отнеслись положительно к просьбе Мухаммеда. Однако когда Абдуллах ибн Убайй сообщил ибн Ахтабу о своем намерении вместе с союзниками-кочевниками напасть на Мухаммеда, было решено отложить оплату.
Мухаммед немедленно покинул местность, обвинив Бану Надир в желании убить его и сказав, что узнал это через откровение (по другим источникам, от Мухаммеда ибн Маслама).
По другим источникам, Бану Надир пригласили Мухаммеда в своё поселение для религиозного диспута, разрешив взять с собой не более трёх мужчин. Мухаммед согласился, но по пути обратившийся в ислам член Бану Надир предупредил его об их намерении расправиться с ним.
Мухаммед осадил клан Бану Надир. Он приказал, чтобы они сдали свое имущество и уехали из Медины в течение десяти дней. В Бану Надир сначала решили подчиниться, но «часть людей Медины», которые не были сторонниками Мухаммеда, отправили сообщение лидерам клана, говоря: «Протяните (время) и защитите себя; мы не сдадим вас Мухаммеду. Если вы подвергнетесь нападению, то мы будем бороться вместе с вами, а если вас вышлют, то мы пойдем с вами». Хуйай ибн Ахтаб решил оказать сопротивление, надеясь, кроме того, на помощь Бану Курайза, несмотря на разногласия внутри клана. Осада продлилась в течение 14 дней. Обещанной помощи осаждённые не дождались. Мухаммед приказал сжечь и вырубить все пальмы вокруг. Бану Надир были вынуждены сдаться. После капитуляции представители Бану Надир могли взять с собой все, что можно было погрузить на верблюдов. Исключением было оружие.
Бану Надир прошествовали через Медину под музыку труб и тамбуринов на 600 верблюдах. Аль-Вакиди так описал свои впечатления: «Их женщины были одеты в прекрасный красный и зелёный шелк, парчу и бархат. Жители города выстраивались в очередь, чтобы поглазеть на них». Большинство клана Бану Надир нашли убежище среди евреев Хайбара, остальные эмигрировали в Сирию. Согласно свидетельству ибн Исхака, лидеры Бану Надир пошли в Хайбар. Когда они прибыли в город, иудейские жители Хайбара подчинились им.
Мухаммед разделил их землю между своими соратниками из Мекки. До тех пор эмигрантам приходилось полагаться на финансовую помощь сочувствующих жителей Медины. Мухаммед определил долю захваченной земли для себя, которая дала ему финансовую независимость.
Утверждается, что после изгнания клана Бану Надир Мухаммеду была ниспослана сура Аль-Хашр.

## Битва у рва в 627 году
Ряд иудеев, создавших ранее союз против Мухаммеда, в том числе лидеры Бану Надир, ушедшие в Хайбар, вместе с двумя лидерами клана Бану Ваили пришли к курайшитам и пригласили их сформировать коалицию против Мухаммеда. Они убедили клан Кафтан вступить в борьбу против Мухаммеда. Бану Надир пообещали половину урожая фиников Хайбара кочевым племенам при условии, что они выступят с ними против мусульман. Абу Суфьян, военачальник курайшитов, воспользовавшись финансовой помощью от Бану Надир, собрал войско из 10 000 мужчин. Мухаммед смог набрать приблизительно 3000 мужчин. Он, однако, использовал новую форму защиты, неизвестную в Аравии в то время: мусульмане вырыли ров в тех местах, где Медина была открыта для нападения конницы. Идею приписывают принявшему ислам персу Салману аль-Фариси. Осада Медины началась 31 марта 627 года и длилась в течение двух недель. Войска Абу Суфьяна оказались не подготовленными к сопротивлению, с которым столкнулись, и после неэффективной осады, длящейся несколько недель, коалиция решила вернуться домой. Об этой битве говорится в Коране (33:9-33:27).

## Битва при Хайбаре в 628 году
В 628 году Мухаммед напал на Хайбар. Согласно Монтгомери Уотту, это было вызвано присутствием клана Бану Надир в Хайбаре, представители которого, объединившись с соседними арабскими кланами, готовились к военным действиям против исламского сообщества в Медине.
Позже Мухаммед послал делегацию под руководством Абдуллы бен Равахи, желая уговорить одного из лидеров Бану Надир Усайра ибн Зарима приехать в Медину вместе с другими лидерами клана для обсуждения политических взаимоотношений между двумя группами. Среди посланцев был Абдулла бен Унейс, союзник Бану Салима, возглавлявший клан, враждебный иудеям. Когда посланцы Мухаммеда прибыли к Усайру, они уговорили его отправиться к Мухаммеду, обещав, что тот встретится с ним и примет его с почётом. Абдулла бен Унейс посадил его на своего скакуна, но когда они прибыли в аль-Каркару, приблизительно в десяти километрах от Хайбары, аль-Усайр передумал. Абдулла почувствовал это, и, когда тот уже готов был достать свой меч, он бросился на Усайра и ударил его мечом, отрезав ему ногу. Аль-Усайр ударил его палкой из дерева, которую держал, и ранил Абдуллу в голову. Сторонники Мухаммеда напали на тридцать сопровождавших их иудеев и убили их всех, кроме одного человека, который смог убежать. Именно Абдулла бен Унейс ранее вызвался и получил разрешение убить Саллама ибн Абу аль-Хукайка во время предыдущей ночной миссии в Хайбаре.
Мухаммед и его последователи атаковали Хайбар в мае — июне 628 года после заключения Худайбийского соглашения. Хотя иудеи оказали отчаянное сопротивление, отсутствие центрального командования и неготовность к длительной осаде определили результат сражения в пользу мусульман. Когда всё, кроме двух крепостей, было захвачено, иудеи согласились на капитуляцию. По условиям заключенного кабального договора иудеи должны были отдавать половину ежегодной продукции мусульманам, а сама земля становилась коллективной собственностью мусульманского государства.